# Die Feisten
Die Feisten (Eigenschreibung: die feisten) sind ein aus Mathias Zeh und Rainer Schacht bestehendes Gesangsduo, das 2013 aus dem Göttinger Trio Ganz Schön Feist hervorging. Das Duo zeichnet sich durch eigene Kompositionen, eigene Begleitung sowie Comedy-Elemente aus.

## Stil
Das Duo nennt seinen Musikstil „ZweiMannSongComedy“ und präsentiert seine Songs minimalistisch mit verschiedenen akustischen Instrumenten oder a cappella. Neben akustischer Gitarre und Bass kommen auch Instrumente wie Mandoline, Sitar, Timple, Cajón, Ukulele, Bassbox und eine Udu zum Einsatz. Alle ihre Alben seit 2007 – also auch schon mit dem früheren Bandnamen – erschienen bei ihrem eigenen Independent-Label Hüa Music, vertrieben von Soulfood Music Distribution.

## Geschichte
Seit 2013 veranstalten die Feisten Touren mit wechselnden Programmen im deutschsprachigen Raum, namentlich Versuchslabor, Versuchslabor 2, Nussschüsselblues und Adam und Eva sowie zum gegenwärtigen Zeitpunkt Familienfest. Sie treten ferner in Fernsehsendungen auf wie Asül für alle mit Django Asül oder Comedy mit Karsten. 2013 erschien ihre Debüt-CD Versuchslabor, in welcher sich ihr minimalistischer Bühnensound widerspiegelt. Im Juni 2014 erreichten sie mit der Veröffentlichung eines Livemitschnitts des Liedes Kriech nich da rein auf Youtube größere Bekanntheit. Das Lied basiert auf der Melodie Griechischer Wein von Udo Jürgens und persifliert den deutschen Büroalltag. 2015 kam mit Versuchslabor – 100 % feist eine überarbeitete Version ihres Debütalbums auf den Markt, bei der zwei Lieder durch Eigenkompositionen ersetzt wurden, so dass nur noch eigene Werke vertreten waren. Das 2016 erschienene Album Nussschüsselblues beinhaltet nur Livemitschnitte. Das Doppelalbum Adam & Eva (Live) erschien am 24. August 2018 und beinhaltet insgesamt 18 Livemitschnitte auf 2 CDs.
2017 erging der Deutsche Kleinkunstpreis 2017 in der Kategorie Chanson/Lied/Musik an die Feisten. Der Preis wurde ihnen am 5. März 2017 im unterhaus – Mainzer Forum-Theater von Urban Priol überreicht. Ferner erhielten die Feisten im Jahr 2017 sowohl den Schwerter Kleinkunstpreis als auch die Auszeichnung der Sonnenkönige Hachenburg.
Im März 2018 erhielten die Feisten ein 50-Minütiges 3sat Special zu ihrem Adam und Eva Programm, welches auch im ZDF ausgestrahlt wurde.

## Diskografie
Alben
- 2013 – Versuchslabor
- 2015 – Versuchslabor – 100 % feist
- 2016 – Nussschüsselblues
- 2018 – Adam & Eva (Live)
- 2021 – Radio Uwe & Claus
- 2025 – Familienfest (Live)

## Auszeichnungen
- 2017: Schwerter Kleinkunstpreis 2017[7]
- 2017: Sonnenkönige von Hachenburg 2017[8]
- 2017: Deutscher Kleinkunstpreis – Chanson/Lied/Musik[9][10]
- 2022: Kleinkunstpreis Baden-Württemberg[11][12][13]